# LN Andromedae
Désignations
LN Andromedae (LN And), également connue sous les désignations de HD 217811 ou HR 8768, est une étoile variable de la constellation d'Andromède. Située à environ 458 parsecs (1 490 années-lumière) de la Terre, elle brille avec une magnitude apparente de 6,41, ce qui lui permet d'être vue à l'œil nu dans des conditions favorables. Son type spectral est de type B2V, ce qui signifie qu'il s'agit d'une étoile chaude de la séquence principale, émettant de la lumière à une température effective de 18 090 K.

## Compagnon
Dans le catalogue d'étoiles doubles de Washington, LN And a un faible compagnon optique d'une magnitude de 10,14 situé à 75 ″ de LN And. Sa séparation a augmenté depuis sa découverte comme une double en 1828, où elle n'était que de 4″. Les deux étoiles partagent le même identifiant dans le catalogue Hipparcos (HIP 113802) et ont des parallaxes et des mouvements propres très similaires.

## Variabilité
En 1979, la magnitude en bande B de LN And a été signalée comme variant d'environ 0,025 toutes les 28 minutes. Une telle variabilité n'était connue pour aucune classe d'étoile variable, mais sa position dans le diagramme Hertzsprung-Russell à l'extrémité de la séquence principale (faible luminosité) de la bande d'instabilité des étoiles variables de type Beta Cephei ferait des pulsations radiales à haute harmonique la cause probable. LN And a été ajouté au General Catalogue of Variable Stars sous la désignation de LN Andromedae, mais les études de suivi n'ont pas réussi à trouver les mêmes variations rapides, ou des variations significatives de luminosité et elle est maintenant répertoriée comme probablement constante,.
L'analyse de la photométrie d'Hipparcos montre une variabilité d'environ 0,0059 magnitude avec une période principale de 3,25 jours. Le seuil statistique de ces versions se situe à un niveau qui n'est atteint que par 0,01 % des étoiles.